# Liga Sudamericana de Clubes 2018
La Liga Sudamericana de Clubes 2018, por motivos de patrocinio DIRECTV Liga Sudamericana 2018, fue la vigésima tercera edición del segundo torneo más importante de básquetbol a nivel de clubes en Sudamérica organizado por la ABASU y FIBA Américas. El torneo se disputó con la participación de equipos provenientes de nueve países: Argentina, Bolivia, Brasil, Chile, Colombia, Ecuador, Paraguay, Perú y Uruguay. Los equipos venezolanos desistieron de participar en la competencia y esto abrió cupos a equipos de otros países. Comenzó el 2 de octubre.
El campeón defensor, Guaros de Lara, no pudo defender su título pues la federación venezolana no lo inscribió en el torneo, alegando que no había sustento económico para la participación del equipo en un torneo continental.
En esta edición el campeón fue el elenco brasilero Franca, que derrotó en la final a Instituto de Córdoba en Argentina, en el tercer partido de la serie. Además, Franca accedió a la Liga de las Américas de 2018.

## Equipos participantes
| País              | Equipo                                           | Vía de clasificación |
| ----------------- | ------------------------------------------------ | --- |
| Argentina 3 cupos | Instituto Quimsa Libertad                        | Semifinalista de la LNB 2017-18 Mejor equipo no clasificado a torneo internacional en la LNB 2017-18 Ganador de la Superfinal de La Liga Argentina |
| Bolivia 1 cupo    | Deportivo Calero                                 | Campeón de la Liga Boliviana de Básquetbol 2018 |
| Brasil 3+1 cupos  | Flamengo Franca BC Bauru Minas Tênis Clube       | Semifinalista en el NBB 2017-18 3.° en el NBB 2017-18 6.° en el NBB 2017-18 Invitado por la organización.                                          |
| Chile 1 cupo      | Leones de Quilpué                                | Subcampeón de la Liga Nacional de Básquetbol 2017-18                                                                                               |
| Colombia 1 cupo   | Fastbreak del Valle                              | Subcampeón de la Liga Colombiana de Baloncesto 2017                                                                                                |
| Ecuador 1+1 cupos | Club ICCAN Básquet de Macas Piratas de Los Lagos | Campeón de la Liga Ecuatoriana Invitado por la organización                                                                                        |
| Paraguay 1 cupo   | Olimpia Kings                                    | Campeón del primer semestre de la Primera División                                                                                                 |
| Uruguay 2+1 cupos | Welcome Goes Aguada                              | Campeón del Torneo Apertura 2017 Campeón del Torneo Clausura 2018 Invitado por la organización                                                     |

## Modo de disputa
El torneo está dividido en tres etapas; la ronda preliminar, las semifinales y la final four.
Ronda preliminar
Los dieciséis participantes se dividen en cuatro grupos con cuatro sedes, una por grupo, donde disputan partidos dentro de cada grupo. A fin de puntuar, cada equipo recibe 2 puntos por victoria y uno por derrota. Los dos primeros de los grupos A, C, y D más el mejor tercero de los tres grupos acceden a las semifinales junto con el mejor equipo del grupo B, mientras que los demás dejan de participar.
Las sedes serán:
- Grupo A:  São Paulo, Brasil
- Grupo B:  Macas, Ecuador
- Grupo C:  Cali, Colombia
- Grupo D:  Montevideo, Uruguay

Semifinales
Los ocho equipos clasificados se dividen en dos grupos con dos sedes, una por grupo, donde disputan partidos dentro de cada grupo. A fin de puntuar, cada equipo recibe 2 puntos por victoria y uno por derrota. El primero de cada grupo avanza a la final, mientras que los demás dejan de participar.
- Grupo E:  Asunción, Paraguay
- Grupo F:  Río de Janeiro, Brasil

Final
Los dos mejores equipos se enfrentan en una serie al mejor de tres (3) partidos. El campeón clasifica automáticamente a la Liga de las Américas 2019.

## Primera ronda

### Grupo A; Franca, Brasil
| Pos. | Equipo            | Pts | PJ | PG | PP | PF  | PC  | Dif |
| ---- | ----------------- | --- | -- | -- | -- | --- | --- | --- |
| 1.   | Franca BC         | 6   | 3  | 3  | 0  | 268 | 218 | +50 |
| 2.   | Instituto         | 5   | 3  | 2  | 1  | 231 | 220 | +11 |
| 3.   | Leones de Quilpué | 4   | 3  | 1  | 2  | 220 | 249 | –29 |
| 4.   | Aguada            | 3   | 3  | 0  | 3  | 226 | 258 | –32 |

|  | Clasificado a la siguiente fase del torneo. |

Los horarios corresponde al huso horario de Franca, UTC–3:00.
| 2 de octubre, 18:45 | Instituto                                                       | 75–68                | Aguada                                                          | Franca                                                                                  |  |
|                     | Parciales: 18–15, 19–23, 24–15, 14–15                           |                      |                                                                 |                                                                                         |  |
|                     | Estadísticas L. González 22 P. Espinoza 13 L. García Morales 10 | Reporte Pts Reb Asts | Estadísticas 14 R. Glenn y F. Pereiras 13 R. Glenn 5 D. Álvarez | Pabellón: Ginásio Pedrocão Árbitros: Cristiano Maranho Roberto Vázquez Sebastián Negron |  |

| 2 de octubre, 21:00 | Franca BC                                                                     | 90–63                | Leones de Quilpué                                     | Franca                                                                                 |  |
|                     | Parciales: 21–13, 24–10, 26–13, 19–27                                         |                      |                                                       |                                                                                        |  |
|                     | Estadísticas D. Jackson y A. Bresolin 16 E. Neto 5 D. Jackson y A. Bresolin 4 | Reporte Pts Reb Asts | Estadísticas 21 E. Arteaga 9 E. Marechal 4 J. Zanotta | Pabellón: Ginásio Pedrocão Árbitros: Alejandro Sánchez Leonardo Zalazar Carlos Peralta |  |

| 3 de octubre, 18:45 | Leones de Quilpué                                 | 70–76                | Instituto                                                       | Franca                                                                                      |  |
|                     | Parciales: 20–20, 9–17, 19–19, 22–20              |                      |                                                                 |                                                                                             |  |
|                     | Estadísticas E. Guzmán 21 J. Ayarza 8 J. Ayarza 4 | Reporte Pts Reb Asts | Estadísticas 21 L. González 7 F. Piñero y S. Clancy 8 G. Whelan | Pabellón: Ginásio Pedrocão Árbitros: Alejandro Sánchez Nicolás Flores Ávalos Carlos Peralta |  |

| 3 de octubre, 21:00 | Aguada                                             | 75–96                | Franca BC                                         | Franca                                                                                 |  |
|                     | Parciales: 16–18, 19–37, 21–19, 19–22              |                      |                                                   |                                                                                        |  |
|                     | Estadísticas S. Izaguirre 21 D. Davis 7 D. Davis 3 | Reporte Pts Reb Asts | Estadísticas 16 D. Jackson 6 L. Silva 6 A. Borges | Pabellón: Ginásio Pedrocão Árbitros: Roberto Vázquez Leonardo Zalazar Sebastián Negron |  |

| 4 de octubre, 18:45 | Aguada                                                | 83–87                | Leones de Quilpué                                  | Franca                                                                                     |  |
|                     | Parciales: 17–18, 16–16, 16–24, 34–29                 |                      |                                                    |                                                                                            |  |
|                     | Estadísticas R. Glenn 19 S. Izaguirre 9 F. Pereiras 4 | Reporte Pts Reb Asts | Estadísticas 32 E. Guzmán 8 E. Guzmán 6 J. Zanotta | Pabellón: Ginásio Pedrocão Árbitros: Leonardo Zalazar Nicolás Flores Ávalos Carlos Peralta |  |

| 4 de octubre, 21:00 | Franca BC                                     | 82–80                | Instituto                                           | Franca                                                                                  |  |
|                     | Parciales: 16–20, 23–12, 19–19, 24–29         |                      |                                                     |                                                                                         |  |
|                     | Estadísticas L. Silva 26 L. Silva 8 E. Neto 5 | Reporte Pts Reb Asts | Estadísticas 21 F. Piñero 10 P. Espinoza 4 S. Scala | Pabellón: Ginásio Pedrocão Árbitros: Roberto Vázquez Alejandro Sánchez Sebastián Negron |  |

### Grupo B; Macas, Ecuador
| Pos. | Equipo                      | Pts | PJ | PG | PP | PF  | PC  | Dif |
| ---- | --------------------------- | --- | -- | -- | -- | --- | --- | --- |
| 1.   | Olimpia Kings               | 6   | 3  | 3  | 0  | 264 | 212 | +52 |
| 2.   | Club ICCAN Básquet de Macas | 5   | 3  | 2  | 1  | 234 | 212 | +22 |
| 3.   | Deportivo Calero            | 4   | 3  | 1  | 2  | 234 | 270 | –36 |
| 4.   | Piratas de los Lagos        | 3   | 3  | 0  | 3  | 229 | 267 | –38 |

|  | Clasificado a la siguiente fase del torneo. |

Los horarios corresponde al huso horario de Macas, UTC–5:00.
| 9 de octubre, 19:15 | Olimpia Kings                                      | 98–78                | Piratas de los Lagos                              | Macas                                                                                      |  |
|                     | Parciales: 24–27, 22–9, 23–23, 29–19               |                      |                                                   |                                                                                            |  |
|                     | Estadísticas R. Green 22 G. Araujo 6 J. Martínez 6 | Reporte Pts Reb Asts | Estadísticas 19 W. Readus 8 W. Readus 5 J. Romero | Pabellón: Coliseo La Loma Árbitros: Marcos Benito Virginia Soledad Peruchini Andrés Bartel |  |

| 9 de octubre, 21:30 | ICCAN de Macas                                     | 92–73                | Deportivo Calero                                       | Macas                                                                               |  |
|                     | Parciales: 20–20, 18–18, 32–21, 22–14              |                      |                                                        |                                                                                     |  |
|                     | Estadísticas C. Silva 26 A. Sucre 12 D. Ernández 6 | Reporte Pts Reb Asts | Estadísticas 16 A. Ambrosino 10 A. Ambrosino 4 R. Arze | Pabellón: Coliseo La Loma Árbitros: Andreia Silva Daniel García Danilo Ariel Molina |  |

| 10 de octubre, 19:15 | Deportivo Calero                                    | 74–92                | Olimpia Kings                                          | Macas                                                                                      |  |
|                      | Parciales: 27–16, 21–15, 12–35, 14–26               |                      |                                                        |                                                                                            |  |
|                      | Estadísticas L. Munks 24 A. Ambrosino 11 M. Liabo 5 | Reporte Pts Reb Asts | Estadísticas 24 A. Young 11 J. Martínez 11 J. Martínez | Pabellón: Coliseo La Loma Árbitros: Andreia Silva Virginia Soledad Peruchini Daniel García |  |

| 10 de octubre, 21:30 | Piratas de los Lagos                                | 65–82                | ICCAN de Macas                                       | Macas                                                                               |  |
|                      | Parciales: 18–17, 9–24, 19–22, 19–19                |                      |                                                      |                                                                                     |  |
|                      | Estadísticas W. Readus 16 F. Frazier 8 A. Salgado 2 | Reporte Pts Reb Asts | Estadísticas 15 D. Ernández 8 A. Sucre 4 D. Ernández | Pabellón: Coliseo La Loma Árbitros: Andrés Bartel Felipe Ibarra Danilo Ariel Molina |  |

| 11 de octubre, 19:15 | Piratas de los Lagos                                 | 86–87                | Deportivo Calero                                        | Macas                                                                                            |  |
|                      | Parciales: 25–12, 18–27, 28–17, 15–31                |                      |                                                         |                                                                                                  |  |
|                      | Estadísticas A. Barreras 31 J. Romero 16 J. Romero 6 | Reporte Pts Reb Asts | Estadísticas 25 L. Munks 12 A. Ambrosino 4 A. Ambrosino | Pabellón: Coliseo La Loma Árbitros: Felipe Ibarra Virginia Soledad Peruchini Danilo Ariel Molina |  |

| 11 de octubre, 21:30 | ICCAN de Macas                                               | 60–74                | Olimpia Kings                                        | Macas                                                                         |  |
|                      | Parciales: 24–16, 11–26, 13–15, 12–17                        |                      |                                                      |                                                                               |  |
|                      | Estadísticas J. Centeno 19 D. Ernández 13 R. García Zamora 4 | Reporte Pts Reb Asts | Estadísticas 17 R. Green 9 J. Martínez 5 J. Martínez | Pabellón: Coliseo La Loma Árbitros: Andreia Silva Daniel García Andrés Bartel |  |

### Grupo C; Cali, Colombia
| Pos. | Equipo              | Pts | PJ | PG | PP | PF  | PC  | Dif |
| ---- | ------------------- | --- | -- | -- | -- | --- | --- | --- |
| 1.   | Quimsa              | 6   | 3  | 3  | 0  | 248 | 222 | +26 |
| 2.   | Bauru               | 5   | 3  | 2  | 1  | 237 | 222 | +15 |
| 3.   | Minas TC            | 4   | 3  | 1  | 2  | 218 | 223 | –5  |
| 4.   | Fastbreak del Valle | 3   | 3  | 0  | 3  | 225 | 261 | –36 |

|  | Clasificado a la siguiente fase del torneo. |

Los horarios corresponde al huso horario de Cali, UTC–5:00.
| 16 de octubre, 18:30 | Bauru                                                    | 80–86                | Quimsa                                                        | Cali                                                                                       |  |
|                      | Parciales: 18–8, 19–23, 15–18, 15–18 (T.E.: 10–16)       |                      |                                                               |                                                                                            |  |
|                      | Estadísticas L. Fernandes 31 L. Fernandes 12 L. Taylor 7 | Reporte Pts Reb Asts | Estadísticas 17 L. Mainoldi 12 T. Francis 11 N. De Los Santos | Pabellón: Coliseo Evangelista Mora Árbitros: Jorge Vázquez Hortencia Sánchez Andrés Bartel |  |

| 16 de octubre, 20:45 | Fastbreak                                                             | 74–91                | Minas TC                                             | Cali                                                                                   |  |
|                      | Parciales: 17–26, 13–24, 21–19, 23–22                                 |                      |                                                      |                                                                                        |  |
|                      | Estadísticas J. De Jesús 33 K. Moore 12 J. De Jesús y M. Hinestroza 2 | Reporte Pts Reb Asts | Estadísticas 19 W. Ferreira 8 G. Torres 10 G. Torres | Pabellón: Coliseo Evangelista Mora Árbitros: Roberto Vázquez Tiara Cruse Omar Bermúdez |  |

| 17 de octubre, 18:30 | Minas TC                                           | 70–75                | Bauru                                                               | Cali                                                                                   |  |
|                      | Parciales: 15–21, 17–17, 23–20, 15–17              |                      |                                                                     |                                                                                        |  |
|                      | Estadísticas G. Torres 14 D. Coleman 7 G. Torres 6 | Reporte Pts Reb Asts | Estadísticas 18 L. Fernandes 7 L. Taylor y L. Fernandes 9 L. Taylor | Pabellón: Coliseo Evangelista Mora Árbitros: Roberto Vázquez Julio Anaya Andrés Bartel |  |

| 17 de octubre, 20:45 | Quimsa                                                                  | 88–85                | Fastbreak                                         | Cali                                                                                     |  |
|                      | Parciales: 27–13, 21–19, 18–19, 22–34                                   |                      |                                                   |                                                                                          |  |
|                      | Estadísticas C. Fells y L. Mainoldi 18 T. Francis 10 N. De Los Santos 8 | Reporte Pts Reb Asts | Estadísticas 27 S. Ortiz 11 S. Ortiz 3 J. Salazar | Pabellón: Coliseo Evangelista Mora Árbitros: Jorge Vázquez Tiara Cruse Hortencia Sánchez |  |

| 18 de octubre, 18:30 | Quimsa                                                            | 74–57                | Minas TC                                                      | Cali                                                                                     |  |
|                      | Parciales: 15–12, 22–19, 19–10, 18–16                             |                      |                                                               |                                                                                          |  |
|                      | Estadísticas L. Mainoldi 16 N. De Los Santos 8 N. De Los Santos 7 | Reporte Pts Reb Asts | Estadísticas 13 C. Bob 10 W. Ferreira 5 J. Campos y G. Torres | Pabellón: Coliseo Evangelista Mora Árbitros: Jorge Vázquez Roberto Vázquez Omar Bermúdez |  |

| 18 de octubre, 20:45 | Fastbreak                                          | 66–82                | Bauru                                                   | Cali                                                                                   |  |
|                      | Parciales: 16–22, 15–19, 8–15, 27–26               |                      |                                                         |                                                                                        |  |
|                      | Estadísticas K. Brown Jr. 22 S. Ortiz 7 S. Ortiz 2 | Reporte Pts Reb Asts | Estadísticas 24 J. De Andrade 8 J. De Andrade 5 E. Ruíz | Pabellón: Coliseo Evangelista Mora Árbitros: Julio Anaya Tiara Cruse Hortencia Sánchez |  |

### Grupo D; Montevideo, Uruguay
| Pos. | Equipo   | Pts | PJ | PG | PP | PF  | PC  | Dif |
| ---- | -------- | --- | -- | -- | -- | --- | --- | --- |
| 1.   | Flamengo | 6   | 3  | 3  | 0  | 277 | 239 | +38 |
| 2.   | Libertad | 5   | 3  | 2  | 1  | 252 | 235 | +17 |
| 3.   | Welcome  | 4   | 3  | 1  | 2  | 226 | 240 | –14 |
| 4.   | Goes     | 3   | 3  | 0  | 3  | 214 | 255 | –41 |

|  | Clasificado a la siguiente fase del torneo. |

Los horarios corresponde al huso horario de Montevideo, UTC–3:00.
| 22 de octubre, 18:45 | Libertad                                              | 86–98                | Flamengo                                         | Montevideo                                                                     |  |
|                      | Parciales: 29–19, 18–20, 21–30, 18–29                 |                      |                                                  |                                                                                |  |
|                      | Estadísticas M. Saglietti 18 K. Kelley 8 N. Copello 7 | Reporte Pts Reb Asts | Estadísticas 18 F. Balbi 6 D. Nesbitt 6 D. Ramos | Pabellón: Palacio Peñarol Árbitros: Michael Weiland Julio Anaya Carlos Peralta |  |

| 22 de octubre, 21:00 | Welcome                                        | 77–73                | Goes                                                               | Montevideo                                                                      |  |
|                      | Parciales: 22–24, 17–14, 23–18, 15–17          |                      |                                                                    |                                                                                 |  |
|                      | Estadísticas N. Frye 23 N. Waddell 9 N. Frye 6 | Reporte Pts Reb Asts | Estadísticas 20 J. Shaw 10 N. Borsellino 4 D. Upchurch y D. Stocks | Pabellón: Palacio Peñarol Árbitros: Roberto Vázquez Omar Bermúdez Felipe Ibarra |  |

| 23 de octubre, 18:45 | Libertad                                           | 81–77                | Welcome                                                  | Montevideo                                                                    |  |
|                      | Parciales: 16–22, 23–19, 21–19, 21–17              |                      |                                                          |                                                                               |  |
|                      | Estadísticas K. Kelley 18 K. Kelley 7 N. Copello 6 | Reporte Pts Reb Asts | Estadísticas 19 N. Waddell 12 N. Waddell 9 M. De Gouveia | Pabellón: Palacio Peñarol Árbitros: Michael Weiland Julio Anaya Omar Bermúdez |  |

| 23 de octubre, 21:00 | Goes                                             | 81–93                | Flamengo                                          | Montevideo                                                                       |  |
|                      | Parciales: 18–23, 17–22, 26–23, 20–25            |                      |                                                   |                                                                                  |  |
|                      | Estadísticas J. Shaw 24 J. Shaw 8 F. Martínez 11 | Reporte Pts Reb Asts | Estadísticas 26 M. Sousa 10 D. Nesbitt 7 D. Ramos | Pabellón: Palacio Peñarol Árbitros: Roberto Vázquez Felipe Ibarra Carlos Peralta |  |

| 24 de octubre, 18:45 | Flamengo                                                     | 86–72                | Welcome                                                  | Montevideo                                                                      |  |
|                      | Parciales: 21–11, 18–19, 17–20, 26–22                        |                      |                                                          |                                                                                 |  |
|                      | Estadísticas M. Sousa 17 A. Varejao 10 F. Balbi y D. Ramos 5 | Reporte Pts Reb Asts | Estadísticas 20 A. Varela 7 C. Charquero 6 M. De Gouveia | Pabellón: Palacio Peñarol Árbitros: Roberto Vázquez Omar Bermúdez Felipe Ibarra |  |

| 24 de octubre, 21:00 | Goes                                             | 60–85                | Libertad                                                                          | Montevideo                                                                     |  |
|                      | Parciales: 15–26, 18–22, 9–18, 18–19             |                      |                                                                                   |                                                                                |  |
|                      | Estadísticas J. Shaw 14 J. Shaw 11 F. Martínez 9 | Reporte Pts Reb Asts | Estadísticas 15 J. Cangelosi 10 N. Copello 4 D. Figueredo, N. Copello y M. Cuello | Pabellón: Palacio Peñarol Árbitros: Michael Weiland Julio Anaya Carlos Peralta |  |

### Tabla de terceros
| Grupo | Equipo            | Pts | PJ | PG | PP | PF  | PC  | Dif |
| ----- | ----------------- | --- | -- | -- | -- | --- | --- | --- |
| C     | Minas TC          | 4   | 3  | 1  | 2  | 218 | 223 | –5  |
| D     | Welcome           | 4   | 3  | 1  | 2  | 226 | 240 | –14 |
| A     | Leones de Quilpué | 4   | 3  | 1  | 2  | 220 | 249 | –29 |

|  | Clasificado a la siguiente fase del torneo. |

## Semifinales

### Grupo E; Asunción, Paraguay
| Pos. | Equipo        | Pts | PJ | PG | PP | PF  | PC  | Dif |
| ---- | ------------- | --- | -- | -- | -- | --- | --- | --- |
| 1.   | Franca BC     | 5   | 3  | 2  | 1  | 257 | 231 | +26 |
| 2.   | Libertad      | 5   | 3  | 2  | 1  | 255 | 245 | +10 |
| 3.   | Olimpia Kings | 5   | 3  | 2  | 1  | 241 | 239 | +2  |
| 4.   | Quimsa        | 3   | 3  | 0  | 3  | 226 | 264 | –38 |

|  | Clasificado a la siguiente fase del torneo. |

Los horarios corresponde al huso horario de Asunción, UTC–3:00.
| 13 de noviembre, 18:15 | Franca BC                             | 93–76   | Quimsa | Asunción                      |  |
|                        | Parciales: 25–20, 20–10, 18–23, 30–23 |         |        |                               |  |
|                        |                                       | Reporte |        | Pabellón: SND Arena Árbitros: |  |

| 13 de noviembre, 20:30 | Olimpia Kings                         | 86–84   | Libertad | Asunción                      |  |
|                        | Parciales: 25–15, 24–21, 16–28, 21–20 |         |          |                               |  |
|                        |                                       | Reporte |          | Pabellón: SND Arena Árbitros: |  |

| 14 de noviembre, 18:15 | Quimsa                                | 73–78   | Libertad | Asunción                      |  |
|                        | Parciales: 21–15, 16–24, 20–19, 16–20 |         |          |                               |  |
|                        |                                       | Reporte |          | Pabellón: SND Arena Árbitros: |  |

| 14 de noviembre, 20:30 | Franca BC                             | 78–62   | Olimpia Kings | Asunción                      |  |
|                        | Parciales: 21–15, 23–15, 17–16, 17–16 |         |               |                               |  |
|                        |                                       | Reporte |               | Pabellón: SND Arena Árbitros: |  |

| 15 de noviembre, 19:00 | Libertad                              | 93–86   | Franca BC | Asunción                      |  |
|                        | Parciales: 28–19, 27–21, 20–29, 18–17 |         |           |                               |  |
|                        |                                       | Reporte |           | Pabellón: SND Arena Árbitros: |  |

| 15 de noviembre, 21:15 | Olimpia Kings                         | 93–77   | Quimsa | Asunción                      |  |
|                        | Parciales: 24–16, 23–16, 23–27, 23–18 |         |        |                               |  |
|                        |                                       | Reporte |        | Pabellón: SND Arena Árbitros: |  |

### Grupo F; Río de Janeiro, Brasil
| Pos. | Equipo    | Pts | PJ | PG | PP | PF  | PC  | Dif |
| ---- | --------- | --- | -- | -- | -- | --- | --- | --- |
| 1.   | Instituto | 6   | 3  | 3  | 0  | 257 | 207 | +50 |
| 2.   | Flamengo  | 5   | 3  | 2  | 1  | 277 | 242 | +35 |
| 3.   | Minas TC  | 4   | 3  | 1  | 2  | 207 | 240 | –33 |
| 4.   | Bauru     | 3   | 3  | 0  | 3  | 200 | 252 | –52 |

|  | Clasificado a la siguiente fase del torneo. |

Los horarios corresponde al huso horario de Río de Janeiro, UTC–3:00.
| 20 de noviembre | Flamengo                              | 84–91   | Instituto | Río de Janeiro                     |  |
|                 | Parciales: 19–22, 21–19, 20–26, 16–16 |         |           |                                    |  |
|                 |                                       | Reporte |           | Pabellón: Jeunesse Arena Árbitros: |  |

| 20 de noviembre | Minas TC                              | 67–66   | Bauru | Río de Janeiro                     |  |
|                 | Parciales: 13–18, 20–16, 15–14, 19–18 |         |       |                                    |  |
|                 |                                       | Reporte |       | Pabellón: Jeunesse Arena Árbitros: |  |

| 21 de noviembre | Minas TC                              | 76–91   | Flamengo | Río de Janeiro                     |  |
|                 | Parciales: 20–14, 14–23, 23–26, 19–28 |         |          |                                    |  |
|                 |                                       | Reporte |          | Pabellón: Jeunesse Arena Árbitros: |  |

| 21 de noviembre | Instituto                             | 83–59   | Bauru | Río de Janeiro                     |  |
|                 | Parciales: 20–12, 23–17, 24–16, 16–14 |         |       |                                    |  |
|                 |                                       | Reporte |       | Pabellón: Jeunesse Arena Árbitros: |  |

| 22 de noviembre | Instituto                            | 83–64   | Minas TC | Río de Janeiro                     |  |
|                 | Parciales: 20–14, 24–10, 18–8, 21–32 |         |          |                                    |  |
|                 |                                      | Reporte |          | Pabellón: Jeunesse Arena Árbitros: |  |

| 22 de noviembre | Bauru                                 | 75–102  | Flamengo | Río de Janeiro                     |  |
|                 | Parciales: 26–27, 15–25, 21–20, 13–30 |         |          |                                    |  |
|                 |                                       | Reporte |          | Pabellón: Jeunesse Arena Árbitros: |  |

## Final
|  | Final     |           |    |    |    |  |
|  |           |           |    |    |    |  |
|  | Instituto | Instituto | 90 | 79 | 90 |  |
|  | Instituto | Instituto | 90 | 79 | 90 |  |
|  | Franca BC | Franca BC | 92 | 68 | 94 |  |
|  | Franca BC | Franca BC | 92 | 68 | 94 |  |

| 7 de diciembre, 20:15 (UTC–2) | Franca BC                                                                         | 92–90 (Series: 1-0)  | Instituto                                                                        | Franca                                                                                           |  |
|                               | Parciales: 28-24, 26-20, 20-24, 18-22                                             |                      |                                                                                  |                                                                                                  |  |
|                               | Estadísticas Marcos Louzada 21 Rafael Hettsheimeir 9 Alexey Borges y Lucas Dias 5 | Reporte Pts Reb Asts | Estadísticas 19 Leandro García Morales 6 Pablo Espinoza 5 Leandro García Morales | Pabellón: Ginásio Pedrocão Árbitros: Jorge Vázquez Julio César Anaya Freile Daniel García Nieves |  |

| 13 de diciembre, 21:15 (UTC–3) | Instituto                                                                  | 79–68 (Series: 1-1)  | Franca BC                                                        | Córdoba |  |
|                                | Parciales: 22-10, 12-25, 26-19, 19-14                                      |                      |                                                                  | |  |
|                                | Estadísticas Santiago Scala 21 Sam Clancy, Jr. 12 Leandro García Morales 5 | Reporte Pts Reb Asts | Estadísticas 20 Marcos Louzada 5 André Bresolin 3 André Bresolin | Pabellón: Estadio Ángel Sandrín Árbitros: Alejandro Sánchez Varela Andrés Bartel Maiana Carlos Peralta Ortega |  |

| 14 de diciembre, 21:15 (UTC–3) | Instituto                             | 90–94 (Series: 1-2) | Franca BC                      | Córdoba |  |
|                                | Parciales: 16-16, 26-22, 25-29, 23-27 |                     |                                | |  |
|                                | Estadísticas Luciango González 27     | Pts                 | Estadísticas 17 Lucas Cipolini | Pabellón: Estadio Ángel Sandrín Árbitros: Andrés Bartel Maiana Alejandro Sánchez Varela Julio César Anaya Freile |  |

Franca BC

Campeón

Primer título